# Лише неділя
«Лише неділя» («Ainus puhapaev») — радянський художній фільм 1990 року, знятий режисером Сулевом Кеедусом на кіностудії «Талліннфільм».

## Сюжет
1954 рік. Тихе естонське містечко. Після довгої розлуки в батьківському домі зустрілися два брати. Молодший, Ільмар, у минулому здібний художник, щойно звільнився за амністією з табору, куди потрапив за якусь юнацьку витівку. Старший брат Алекс, за своєю натурою людина більш стримана, що воліє знаходити компромісні рішення, — повна протилежність Ільмару. Зустріч братів переростає в конфлікт, що ускладнюється тим, що Ільмар у таборі зв'язався з рецидивістами, і тепер вони погрожують йому розправою. Не бажаючи ставити під удар рідних, Ільмар вирішує виїхати з міста. Перед розставанням брати і молоденька офіціантка Хельгі вирушають на пікнік..

## У ролях
- Елмо Нюганен — Алекс
- Кадрі Отс — Хельгі
- Ерік Руус — Ільмар
- Марі Лілль-Тамм — мати
- Евалд Аавік — батько
- Лійна Орлова-Хермакюла — Сенні
- Паул Поом — Вальтер
- Маргус Варуск — хлопчик на велосипеді
- Анна Яанісоо — дівчина в поїзді
- Лео Ільвес — чоловік у поїзді
- Лууле Коміссаров — замовниця весільної сукні
- Маті Клоорен — залицяльник Сенні
- Л. Померантс — епізод
- Еріх Удрас — фокусник
- Еміль Рутіку — гість на дні народження
- Салме Поопуу — старенька з відрами води
- Арво Кукум'ягі — червоний Едгар
- Медні Пільве — циган
- Тоомас Хусар — епізод
- Маттіас Бергрен — Лисий
- Тійу Яанісоо — пасажир у поїзді

## Знімальна група
- Режисер — Сулев Кеедус
- Сценарист — Вейко Юриссон
- Оператор — Тиніс Лепік
- Композитор — Ерккі-Свен Тююр
- Художник — Андрус Ріук